# ناجي السيد حبيب
ناجي السيد حبيب (12 فبراير 1989) لاعب كرة قدم بحريني يلعب حاليا لصالح نادي الدرجة الأولى المالكية البحريني في مركز قلب الدفاع من 2007.